# Dennis Robertson
Dennis Robertson Holme (23 de mayo de 1890 - 21 de abril de 1963) fue un economista inglés que impartió clases en las universidades de Cambridge y Londres.
Robertson, era hijo de un clérigo de la Iglesia de Inglaterra, nació en Lowestoft y se educó como un erudito de Eton y en el Trinity College de Cambridge, donde estudió Clásicos y Economía, graduándose en 1912.
Robertson trabajó estrechamente con John Maynard Keynes en las décadas de 1920 y 1930, durante los años en que Keynes estaba desarrollando muchas de las ideas que más tarde fueron incorporados en su Teoría general del empleo, el interés y el dinero. Keynes escribió respecto a la colaboración de Robertson, es bueno trabajar con alguien que tenía una "mente por completo de primera clase". Sin embargo, las diferencias de temperamento y puntos de vista acerca de la teoría y la práctica económica (especialmente en el debate de 1937 sobre la relación ahorro-inversión en la Teoría General) llevaron a cierto distanciamiento entre los dos.
Robertson murió de un ataque al corazón en Cambridge el 21 de abril de 1963.

## Publicaciones principales
- A Study of Industrial Fluctuations, 1915.
- "Economic Incentive", 1921, Economica.
- Money, 1922.
- The Control of Industry, 1923.
- "Those Empty Boxes", 1924, EJ.
- Banking Policy and the Price Level, 1926.
- "Increasing Returns and the Representative Firm", 1930, EJ.
- Economic Fragments, 1931.
- "How Do We Want Gold to Behave?", en The International Gold Problem (London: Humphrey Milford, 1932)
- "Saving and Hoarding", 1933, EJ.
- "Some Notes on Mr Keynes's "General Theory of Employment"", 1936, QJE.
- "Alternative Theories of the Rate of Interest", 1937, EJ.
- "Mr Keynes and Finance: A note", 1938, EJ.
- "Mr. Keynes and the Rate of Interest", 1940, en Essays in Monetary Theory
- Essays in Monetary Theory, 1940.
- "Wage Grumbles", 1949 in Readings in the Theory of Income Distribution.
- Utility and All That, 1952.
- Britain in the World Economy, 1954.
- Economic Commentaries, 1956.
- Lectures on Economic Principles, 1957-9.
- Growth, Wages, Money, 1961.
- Essays in Money and Interest, 1966

## Obras sobre Robertson
- Gordon Fletcher (2000), Understanding Dennis Robertson: The Man and His Work.
- J.R. Presley (1979), Robertsonian Economics.
- Ben B. Seligman (1962), Main Currents in Modern Economics: Economic Thought since 1870.